# Die Säge des Teufels
Die Säge des Teufels (Original: I corpi presentano tracce di violenza carnale, deutscher Alternativtitel: Torso, auch Torso – Die Säge des Teufels) ist ein dem Giallo zugehöriger italienischer Horrorfilm aus dem Jahr 1973 von Sergio Martino. In der Bundesrepublik Deutschland war der Film zwischen 1983 und 2019 von der Indizierung betroffen.

## Handlung
Ein psychopathischer Serienkiller erschüttert eine italienische Universitätsstadt, in dem er bevorzugt junge, attraktive Studentinnen der Kunstgeschichte mit einem schwarz-roten Halstuch stranguliert und ermordet. Anschließend zerstückelt der unbekannte Mörder seine Opfer mit einer Säge. Die Polizei tappt im Dunkeln. Die Studentin Daniela verdächtigt bald ihren glühenden Verehrer Stefano, einen sonderbaren Kommilitonen, als den Täter und zieht auf Anraten ihres Onkels gemeinsam mit ihren Mitstudentinnen und Freundinnen Jane, Katia und Ursula in eine abgelegene Villa auf dem Land, die oberhalb einer kleinen Ortschaft am Rande einer steilen Klippe liegt, um der mysteriösen Mordserie zu entfliehen. In dem großen Anwesen fühlen sich die Freundinnen zunächst sicher und genießen dort unbeschwertes Leben.
Eines Tages verstaucht sich Jane, die aus den Vereinigten Staaten stammt, bei einem Sturz von der Treppe den Fuß und leidet fortan unter schlimmen Schmerzen. Am Abend nimmt sie daher die ärztlich verschriebenen Schlafmittel ein, um die Nacht beschwerdefrei zu überstehen. Als sie jedoch am nächsten Morgen erwacht, sucht sie verstört nach ihren Freundinnen, die – von ihr unbemerkt – in der Nacht Opfer des brutalen Killers wurden. Der maskierte Straftäter tötete zuvor auch den irrtümlich verdächtigen Stefano. Als Jane die blutüberströmten Leichen ihrer Gefährtinnen entdeckt, hört sie traumatisiert ein fremdartiges Geräusch, das sie reflexartig in das Nachbarzimmer treibt. Dort muss sie mitansehen, wie der maskierte Killer die leblosen Körper der jungen Frauen mit einer Säge zerteilt, diese dann in einen Sack steckt, um sie im angrenzenden Waldgebiet zu vergraben.
Noch während seiner „Säuberungsaktion“ wird der Killer von Janes versehentlich verursachten Geräuschen aufgeschreckt, woraufhin er das Haus durchsucht, aber niemanden entdecken kann. Der Unbekannte verriegelt die Villa und sperrt unwissentlich die durch den Treppensturz gehandicapte Jane in einem kleinen Zimmer ein. Am Abend kehrt er jedoch noch einmal in das Gebäude zurück, um sich einer vierten Studentin zu „widmen“. Jane gerät hilflos in die Fänge des frauenhassenden Serienmörders, den sie als ihren einst verehrten Professor Franz identifiziert. Franz offenbart sich seiner Studentin und erklärt ihr, dass er, getrieben von einem Trauma in seiner Kindheit, förmlich aus Rache gezwungen wird, die Morde an den „nichtswürdigen“ Frauen, die er als Puppen bezeichnet, zu begehen. Ursprünglich ging er davon aus, dass Jane, mit der er sich zuvor außerhalb der Universität angeregt über kunstgeschichtliche Themen unterhalten konnte, anders als ihre Freundinnen um sie herum sei. Da Jane jedoch kein Verständnis für seine Taten hat, glaubt er, sich in ihr geirrt zu haben, und sieht in ihr nun auch nichts anderes als eine weitere Puppe. Gerade in dem Augenblick, als Franz Jane erwürgen will, wird er jedoch von Roberto, Janes behandelndem Arzt auf Krankenvisite, gestört. Franz lässt Jane leicht verletzt zurück und flüchtet vor dem Doktor in einen kleinen Geräteschuppen, wo es zu einem Zweikampf zwischen den beiden Männern kommt. Dem Doktor gelingt es schließlich, Franz auszuschalten, dieser fällt die nahegelegene Klippe hinunter. Er meint zu Jane, dass sie sogleich die Polizei rufen werden, danach will man den Ort des Schreckens verlassen.

## Kritiken
„Ein in allen Belangen unerquicklicher Film, in dem Sensationslust und spekulative Gesinnung eine widerliche Verbindung eingehen.“

„Dieser Horrorthriller von Sergio Martino hat die Zutaten, die man sich von einem italienischen Horrorthriller wünscht. Es gibt eine spannende Story, ziemlich blutige Effekte, ein paar voyeuristische Nacktszenen und tolle Musik zwischen Easy Listening und Goblinrock. ‚TORSO‘ ist im Grunde ein ganz normaler Slasher, bei dem ein Irrer einen Teenie nach dem anderen dahinmeuchelt, wobei man sagen muss, dass Slasher zu dieser Zeit noch überhaupt nicht auf der Welt waren, stattdessen zählt man ‚TORSO‘ zu dem Bereich der Giallos.“

## Sonstiges
- Für die Kostüme war Vera Marzot verantwortlich.
- Der Film wurde 1983 in der Bundesrepublik Deutschland indiziert, diese wurde erst im November 2019 wieder aufgehoben.[4]
- Die Handlung des Films wurde 2017 von deutschen Dark-Metal-Gruppe Eisregen auf deren Album Fleischfilm im Lied Auf den Spuren der Säge verarbeitet.